# Drinks (Zeitschrift)
Drinks - Bars, Clubs, Szene, People (ehemals "Magazin für Barkeeper & Gäste) ist eine Fachzeitschrift respektive Special-Interest-Zeitschrift für Barkeeper, Gastronomen und Barbesucher sowie die Getränke- und Spirituosenindustrie in Deutschland, Österreich und der Schweiz.

## Inhalte
Das Magazin richtet sich an „Barkeeper in Top-Positionen“, Mitglieder der Deutschen Barkeeper-Union (DBU), der Österreichischen Barkeeper-Union (Ö.B.U.) und der Swiss Barkeeper Union (SBU), deren offizielles Verbandsmagazin die Zeitschrift ist, an Entscheider im Getränkefachgroßhandel, in Cash & Carry-Märkten und im Lebensmitteleinzelhandel sowie an Hobby-Barkeeper und interessierte Barbesucher.
Schwerpunkt von Drinks sind Trends aus der Spirituosen- und Getränkeindustrie. In jeder Ausgabe werden Produkte aus den Bereichen Spirituosen, Bier oder nicht-alkoholische Getränke vorgestellt. Des Weiteren gibt es einen Länderschwerpunkt sowie Artikel rund um die Themen Bar, zum Beispiel Berichte über Neueröffnungen und Bar-Tests, Cocktails und Mix-Wettbewerbe, wobei sich die redaktionelle Berichterstattung oft stark auf einzelne Marken und Produkte bezieht.

## Entwicklung
Drinks entstand 1985 als offizielle Mitgliederzeitschrift der Deutschen Barkeeper-Union (DBU) und erschien zunächst im Verlag Knauer, Offenbach. Seit 2005 erscheint die Zeitschrift im Medienbotschaft Verlags & Events GmbH und ist auch das offizielle Verbandsmagazin der Österreichischen Barkeeper-Union (Ö.B.U.) (seit 2006) sowie der Swiss Barkeeper Union (SBU). Heute ist das Magazin auch im Zeitschriften- und Bahnhofsbuchhandel, sowie auch online erhältlich.